# Confronto tra le versioni di Microsoft Windows
Microsoft Windows è il nome di diverse famiglie di sistemi operativi per computer creati da Microsoft. Microsoft introdusse per la prima volta un ambiente operativo chiamato Windows nel novembre 1985 come add-on per MS-DOS in risposta al crescente interesse per la interfaccia grafica (GUI).
Tutte le versioni di Microsoft Windows sono software proprietario commerciale.

## Informazioni generali
Informazioni generali di base su Windows.

### ShellDOS
| Nome         | Data di pubblicazione | Ultima versione                               | Stato del supporto              | Nome in codice                                                                              | SO richiesto        | Architettura | Edizioni | Mercato di riferimento |
| ------------ | --------------------- | --------------------------------------------- | ------------------------------- | ------------------------------------------------------------------------------------------- | ------------------- | ------------ | --- | ---------------------- |
| Windows 1.0  | 20/11/1985            | 1.04 (1987-04-08)                             | Non più supportato (31/12/2001) | Interface Manager                                                                           | DOS 2.0 o superiore | 16-bit       | | Desktop                |
| Windows 2.0  | 08/09/1987            | 2.03 (1987-12-09)                             | Non più supportato (31/12/2001) |                                                                                             | ?                   | 16-bit       | | Desktops               |
| Windows 2.1x | 27/05/1988            | 2.11 (13/03/1989)                             | Non più supportato (31/12/2001) |                                                                                             | ?                   | 16-bit       | | Desktop                |
| Windows 3.0  | 22/05/1990            | 3.0a con estensioni multimediali (20/10/1991) | Non più supportato (31/12/2001) |                                                                                             | DOS 3.1 o superiore | 16-bit       | Windows 3.0 Windows 3.0a Windows 3.0a with Multimedia Extensions                                                                      | Desktop                |
| Windows 3.1x | 06/04/1992            | 3.11 (31/12/1993)                             | Non più supportato (31/12/2001) | - 3.1: Janus - 3.1 for Workgroups: Kato - 3.11: Snowball (LB) - 3.11 for Workgroups: Sparta | DOS 3.3 o superiore | 16-bit*      | Windows 3.1 (build 040) Windows for Workgroups 3.1 Windows 3.11 Windows for Workgroups 3.11 Windows 3.2 (solo in Cinese semplificato) | Desktop                |

* Ha una parziale compatibilità 32-bit con Win32s

### Windows 9x
| Nome          | Data di pubblicazione | Build RTM | Ultima versione               | Stato del supporto              | Nome in codice | Versione MS-DOS                 | Tipo Kernel | Architettura     | Edizioni                           | Mercato di riferimento |
| ------------- | --------------------- | --------- | ----------------------------- | ------------------------------- | -------------- | ------------------------------- | ----------- | ---------------- | ---------------------------------- | ---------------------- |
| Windows 95    | 15/08/1995            | 950       | 4.00.950C OSR2.5 (1997-11-26) | Non più supportato (31/12/2001) | Chicago        | MS-DOS 7.0, MS-DOS 7.1 (OSR2.x) | Monolitico  | Ibrido 16/32-bit | Retail, OSR1, OSR2, OSR2.1, OSR2.5 | Desktop                |
| Windows 98    | 15/05/1998            | 1998      | 4.10.1998                     | Non più supportato (11/07/2006) | Memphis        | MS-DOS 7.1                      | Monolitico  | Ibrido 16/32-bit |                                    | Desktop                |
| Windows 98 SE | 05/05/1999            | 2222      | 4.10.2222A (2000-02-25)       | Non più supportato (11/07/2006) |                | MS-DOS 7.1                      | Monolitico  | Ibrido 16/32-bit |                                    | Desktop                |
| Windows Me    | 19/06/2000            | 3000      | 4.90.3000 (2000-09-14)        | Non più supportato (11/07/2006) | Millennium     | MS-DOS 8.0                      | Monolitico  | Ibrido 16/32-bit |                                    | Desktop                |

### Windows NT
Legenda:
- N: ha anche un'edizione N
- K: ha anche un'edizione K
- KN: ha anche un'edizione KN
- x64: ha un'edizione separata a x64
- Core: ha anche un'edizione Core
- wHV: ha anche un'edizione senza HyperV
- CwHV: ha anche un'edizione Core senza HyperV

| Nome                                | Data di pubblicazione | Versione | Build RTM | Ultima build                 | Stato del supporto              | Nome in codice                                                       | Architetture supportate                | Edizioni | Tipo SO                                                  |
| ----------------------------------- | --------------------- | -------- | --------- | ---------------------------- | ------------------------------- | -------------------------------------------------------------------- | -------------------------------------- | --- | -------------------------------------------------------- |
| Windows NT 3.1                      | 27/07/1993            | 3.1      | 528       | 528 SP3 (1994-11-10)         | Non supportato (31/12/2000)     | New Technology OS/2                                                  | IA-32, DEC Alpha, MIPS                 | Workstation, Advanced Server | Workstation, Server                                      |
| Windows NT 3.5                      | 21/09/1994            | 3.5      | 807       | 807 SP3 (21/06/1995)         | Non supportato (31/12/2001)     | Daytona                                                              | IA-32, DEC Alpha, MIPS                 | Workstation, Server | Workstation, Server                                      |
| Windows NT 3.51                     | 30/05/1995            | 3.51     | 1057      | 1057 SP5 (1996-09-19)        | Non supportato (31/12/2001)     | ?                                                                    | IA-32, DEC Alpha, MIPS, PowerPC        | Workstation, Server | Workstation, Server                                      |
| Windows NT 4.0                      | 31/07/1996            | 4.0      | 1381      | 1381 SP6a (30/11/1999)       | Non più supportato (30/06/2004) | Cairo/Shell Update Release Hydra (Terminal Server) Impala (Embedded) | IA-32, DEC Alpha, MIPS, PowerPC        | Workstation, Server, Server Enterprise Edition, Terminal Server, Embedded                                                                          | Workstation, Server, Embedded PCs                        |
| Windows 2000                        | 15/12/1999            | 5.0      | 2195      | SP4 Rollup 1 v2 (13/09/2005) | Non supportato (13/07/2010)     | Memphis NT                                                           | IA-32                                  | Professional, Server, Advanced Server, Datacenter Server, Powered (Embedded)                                                                       | Desktop, Workstation, Server, Embedded PCs               |
| Windows XP                          | 24/08/2001            | 5.1      | 2600      | 2600 SP3 (21/04/2008)        | Non supportato (08/04/2014)     | Whistler                                                             | IA-32, IA-64, x86-64                   | Home N K KN, Professional N K KN x64, Media Center, Tablet PC, Starter, Embedded                                                                   | Desktop, Workstation, Embedded PCs                       |
| Windows Server 2003                 | 24/04/2003            | 5.2      | 3790      | 3790 SP2 (13/04/2007)        | Non supportato (14/07/2015)     | Whistler Server, Windows .NET Server                                 | IA-32, IA-64, x86-64                   | Standard, Enterprise, Datacenter, Web, Storage, Small Business Server, Compute Cluster                                                             | Server, Network Appliance, Embedded PCs, HPC             |
| Windows Server 2003 R2              | 2005                  | 5.2      | 3790      | ?                            | Non supportato (14/07/2015)     | ?                                                                    | IA-32, x86-64                          | | Server, Network Appliance, Embedded PC, HPC              |
| Windows Fundamentals for Legacy PCs | 08/07/2006            | 5.1      | 2600      | N.D.                         | Non supportato (08/04/2014)     | Eiger, Monch                                                         | IA-32                                  | Fundamentals for Legacy PCs | Desktop                                                  |
| Windows Vista                       | 30/11/2006            | 6.0      | 6000      | 6.0.6002 SP2 (28/04/2009)    | Non supportato (11/04/2017)     | Longhorn                                                             | IA-32, x86-64                          | Starter, Home Basic N K KN, Home Premium K KN, Business N K KN, Enterprise K KN, Ultimate K KN                                                     | Desktop, Workstation                                     |
| Windows Home Server                 | 04/11/2007            | 5.2      | 3790      | N.D.                         | Non supportato (08/01/2013)     | Q, Quattro                                                           | IA-32, x86-64                          | Home Server | Server                                                   |
| Windows Server 2008                 | 04/02/2008            | 6.0      | 6001      | 6002 SP2 (27/02/2008)        | Supportato (14/01/2020)         | Longhorn Server                                                      | IA-32, IA-64, x86-64                   | Web Core, Standard Core wHV CwHV, Enterprise Core wHV CwHV, Small Business Server, Datacenter Core wHV CwHV, HPC, HyperV Core, Foundation, Storage | Server                                                   |
| Windows 7                           | 22/07/2009            | 6.1      | 7600      | 7601 SP1                     | Non supportato (14/01/2020)     | "7", Blackcomb, Vienna                                               | IA-32, x86-64                          | Starter N K KN, Home Basic N K KN, Home Premium N K KN, Professional N K KN, Ultimate N K KN, Enterprise N K KN                                    | Desktop, Workstation, Multi-Touch                        |
| Windows Server 2008 R2              | 22/07/2009            | 6.1      | 7600      | 7601 SP1                     | Non supportato (14/01/2020)     | "7" Server                                                           | IA-64, x86-64                          | Standard Core, Enterprise Core, Datacenter Core, Web Core                                                                                          | Server                                                   |
| Windows Home Server 2011            | 06/04/2011            | 6.1      | 8400      | N.D.                         | Non supportato (12/04/2016)     | Vail                                                                 | x86-64                                 | Home Server | Server                                                   |
| Windows Server 2012                 | 01/08/2012            | 6.2      | 9200      | N.D.                         | Supportato (10/10/2023)         | "8" Server                                                           | x86-64                                 | Foundation Essentials Standard Datacenter | Server                                                   |
| Windows 8                           | 01/08/2012            | 6.2      | 9200      | N.D.                         | Non supportato (12/01/2016)     | "8"                                                                  | IA-32, x86-64, ARMv7                   | Windows 8 N, Pro N, Enterprise N K KN, Windows RT                                                                                                  | Desktop, Workstation, Multitouch                         |
| Windows 8.1                         | 23/08/2013            | 6.3      | 9600      | N.D.                         | Supportato (10/10/2023)         | "Blue"                                                               | IA-32, x86-64, ARMv7                   | Windows 8 N, Pro N, Enterprise N K KN, Windows RT 8.1                                                                                              | Desktop, Workstation, Multitouch                         |
| Windows Server 2012 R2              | 18/10/2013            | 6.3      | 9600      | N.D.                         | Supportato (10/10/2023)         | "Blue" Server                                                        | x86-64                                 | Foundation Essentials Standard Datacenter | Server                                                   |
| Windows 10                          | 29/07/2015            | 10.0     | 10240     | N.D.                         | Non supportato (09/05/2017)     | "Threshold"                                                          | IA-32, x86-64, ARMv7, ARM64 since 1709 | Home N KN, Pro N KN, Enterprise N KN, Education N KN, Mobile, Mobile Enterprise, IoT Core                                                          | Desktop, Workstation, Multitouch, Smartphones, PDAs, IoT |
| Windows 10                          | 12/11/2015            | 10.0     | 10586     | N.D.                         | Non supportato (10/10/2017)     | "Threshold 2"                                                        | IA-32, x86-64, ARMv7, ARM64 since 1709 | Home N KN, Pro N KN, Enterprise N KN, Education N KN, Mobile, Mobile Enterprise, IoT Core                                                          | Desktop, Workstation, Multitouch, Smartphones, PDAs, IoT |
| Windows 10                          | 01/08/2016            | 10.0     | 14393     | N.D.                         | Non supportato (10/04/2018)     | "Redstone"                                                           | IA-32, x86-64, ARMv7, ARM64 since 1709 | Home N KN, Pro N KN, Enterprise N KN, Education N KN, Mobile, Mobile Enterprise, IoT Core                                                          | Desktop, Workstation, Multitouch, Smartphones, PDAs, IoT |
| Windows 10                          | 11/04/2017            | 10.0     | 15063     | N.D.                         | Supportato                      | "Redstone 2"                                                         | IA-32, x86-64, ARMv7, ARM64 since 1709 | Home N KN, Pro N KN, Enterprise N KN, Education N KN, Mobile, Mobile Enterprise, IoT Core                                                          | Desktop, Workstation, Multitouch, Smartphones, PDAs, IoT |
| Windows 10                          | 17/10/2017            | 10.0     | 16299     | N.D.                         | Supportato                      | "Redstone 3"                                                         | IA-32, x86-64, ARMv7, ARM64 since 1709 | Home N KN, Pro N KN, Enterprise N KN, Education N KN, Mobile, Mobile Enterprise, IoT Core                                                          | Desktop, Workstation, Multitouch, Smartphones, PDAs, IoT |
| Windows 10                          | 30/04/2018            | 10.0     | 17134     | N.D.                         | Supportato                      | "Redstone 4"                                                         | IA-32, x86-64, ARMv7, ARM64 since 1709 | Home N KN, Pro N KN, Enterprise N KN, Education N KN, Mobile, Mobile Enterprise, IoT Core                                                          | Desktop, Workstation, Multitouch, Smartphones, PDAs, IoT |
| Windows 10                          | 02/10/2018            | 10.0     | 17763     | N.D.                         | Supportato                      | "Redstone 5"                                                         | IA-32, x86-64, ARMv7, ARM64 since 1709 | Home N KN, Pro N KN, Enterprise N KN, Education N KN, Mobile, Mobile Enterprise, IoT Core                                                          | Desktop, Workstation, Multitouch, Smartphones, PDAs, IoT |
| Windows Server 2016                 | 26/09/2016            | 10.0     | 14393     | N.D.                         | Supportato                      | "Redstone" Server                                                    | x86-64                                 | | Server                                                   |
| Windows Server 2019                 | 02/10/2018            | 10.0     | 17763     |                              | Supportato                      | "Redstone" Server 5                                                  | x86-64                                 | | Server                                                   |
| Nome                                | Data di pubblicazione | Versione | Build RTM | Ultima build                 | Stato del supporto              | Nome in codice                                                       | Architetture supportate                | Edizioni | Tipo OS                                                  |

### Windows Embedded Compact
Windows Embedded Compact (Windows CE) è una variante del sistema operativo Windows di Microsoft per computer e sistemi embedded minimalisti. Windows CE è un kernel nettamente diverso, piuttosto che una versione ridotta di Windows desktop. È supportato su processori Intel x86 e compatibili, MIPS, ARM e Hitachi SuperH.
|                            | Data di pubblicazione | Build RTM | Versione attuale | Stato del supporto          | Nome in codice                          | Basato su (kernel) | Tipo di kernel  | Ambienti operativi | Edizioni  | Scopo    | Breve descrizione                                                                              |
| -------------------------- | --------------------- | --------- | ---------------- | --------------------------- | --------------------------------------- | ------------------ | --------------- | ------------------ | --------- | -------- | ---------------------------------------------------------------------------------------------- |
| Windows CE 1.0             | 11/1996               |           |                  |                             | Pegasus, Alder                          | CE 1.0             |                 |                    |           | Embedded | prima versione della linea Windows CE di Microsoft per computer minimalisti e sistemi embedded |
| Windows CE 2.0             | 11/1997               |           |                  |                             | Mercury, Apollo                         | CE 2.0             |                 |                    | 2.1, 2.11 | Embedded |                                                                                                |
| Windows CE 3.0             | 04/2000               |           |                  | Non sopportato (09/10/2007) | Cedar, Galileo, Rapier, Merlin, Stinger | CE 3.0             | Kernel embedded |                    |           | Embedded |                                                                                                |
| Windows CE 4.0             | 07/01/2002            |           |                  |                             | Talisker                                | CE 4.0             |                 |                    | 4.1, 4.2  | Embedded |                                                                                                |
| Windows CE 5.0             | 09/07/2004            |           | 5.0 (09/07/2004) | Non supportato (14/10/2014) | Macallan                                | CE 5.0             | Kernel embedded |                    |           | Embedded |                                                                                                |
| Windows Embedded CE 6.0    | 01/11/2006            |           |                  |                             | Yamazaki                                | CE 6.0             | Kernel ibrido   |                    |           |          |                                                                                                |
| Windows Embedded Compact 7 | 01/03/2011            | ?         | ?                | Supportato                  | ?                                       | CE 7.0             | Ibrido          | ?                  | N.D.      |          |                                                                                                |

### Windows Mobile
Windows Mobile era la linea di sistemi operativi Microsoft per smartphone.
| Nome                   | Data di pubblicazione | Build RTM | Versione attuale | Stato del supporto          | Nome in codice | Basato su (kernel) | Architetture supportate |
| ---------------------- | --------------------- | --------- | ---------------- | --------------------------- | -------------- | ------------------ | ----------------------- |
| Windows Pocket PC 2000 | 19/04/2000            |           |                  | Non supportato (10/09/2007) | Raiper         | CE 3.0             |                         |
| Windows Pocket PC 2002 | 01/10/2001            |           |                  | Non supportato (14/10/2008) | Merlin         | CE 3.0             |                         |
| Windows Mobile 2003    | 23/06/2003            |           |                  |                             | Ozone          | CE 4.20            |                         |
| Windows Mobile 5.0     | 9-12/05/2005          |           |                  |                             | Magneto        | CE 5.0             |                         |
| Windows Mobile 6.0     | 12/02/2007            |           |                  |                             | Crossbow       | CE 5.2             |                         |
| Windows Mobile 6.1     | 01/04/2008            |           |                  |                             |                |                    |                         |
| Windows Mobile 6.5     | 18/05/2009            |           |                  |                             |                |                    |                         |

### Windows Phone
Windows Phone era la linea di sistemi operativi Microsoft per smartphone.
| Nome              | Data di pubblicazione | Build RTM | Versione attuale | Stato del supporto | Nome in codice  | Basato su (kernel) | Architetture supportate |
| ----------------- | --------------------- | --------- | ---------------- | ------------------ | --------------- | ------------------ | ----------------------- |
| Windows Phone 7   | 08/11/2010            | 7004      | 7.10.8862        | Non supportato     | Photon          | CE 6.0             | ARM                     |
| Windows Phone 7.5 | 27/09/2011            | 7720      | 7.10.8862        | Non supportato     | Mango           | CE 6.1             | ARM                     |
| Windows Phone 7.8 | 01/02/2013            | 8858      | 7.10.8862        | Non supportato     |                 | CE 6.1             | ARM                     |
| Windows Phone 8   | 29/10/2012            | 10211     | 10.0.10586       | Non supportato     | Apollo, Portico | NT 6.2             | ARM                     |
| Windows Phone 8.1 | 14/04/2014            | 12359     | 10.0.10586       | Non supportato     | Blue            | NT 6.3             | ARM                     |
| Windows 10 Mobile | 08/11/2015            | 10586     | 10.0.10586       | Supportato         | Threshold       | NT 10.0            | ARM                     |

## Informazioni tecniche

### Shell diDOS
| Nome         | Architettura                                          | Integrated firewall | Supporto SMP | Supporto USB | Supporto UDMA | Supporto LFN | Gestione dell'aggiornamento | API           | Modalità sicura |
| ------------ | ----------------------------------------------------- | ------------------- | ------------ | ------------ | ------------- | ------------ | --------------------------- | ------------- | --------------- |
| Windows 1.0  | x86 16-bit                                            | No                  | No           | No           | No            | No           | No                          | Win16         | No              |
| Windows 2.0  | x86 16-bit                                            | No                  | No           | No           | No            | No           | No                          | Win16         | No              |
| Windows 2.1x | x86 16-bit                                            | No                  | No           | No           | No            | No           | No                          | Win16         | No              |
| Windows 3.0  | x86 16-bit                                            | No                  | No           | No           | No            | No           | No                          | Win16         | No              |
| Windows 3.1x | x86 16-bit (compatibilità 32-bit parziale con Win32s) | No                  | No           | No           | No            | No           | No                          | Win16, Win32s | No              |

### Windows 9x
| Nome                      | Kernel                                                  | Tipo di Kernel    | Architettura          | Firewall integrato | Supporto SMP | Supporto USB                | Supporto UDMA | Supporto LFN | Gestione degli aggiornamenti | API          | DDI                                       | Modalità sicuro | DirectX                                                 |
| ------------------------- | ------------------------------------------------------- | ----------------- | --------------------- | ------------------ | ------------ | --------------------------- | ------------- | ------------ | ---------------------------- | ------------ | ----------------------------------------- | --------------- | ------------------------------------------------------- |
| Windows 95                | MS-DOS 7.0 (Win95, Win95A), MS-DOS 7.1 (Win95B, Win95C) | Kernel monolitico | x86, ibrido 16/32-bit | No                 | No           | Parziale (OSR solo 2.1/2.5) | No            | Sì           | Windows Update               | Win16, Win32 | DOS,DLL,VxD, WDM(solo USB), direct-access | Sì              | n/a(RTM/OSR1) 2.0a(OSR2/2.1) 5.0(OSR2.5) 8.0a(optional) |
| Windows 98                | MS-DOS 7.1                                              | Kernel monolitico | x86, ibrido 16/32-bit | No                 | No           | Sì                          | Sì            | Sì           | Windows Update               | Win16, Win32 | DOS,DLL,VxD, WDM(partial), direct-access  | Sì              | 5.2 9.0c(ott2006)(optional)                             |
| Windows 98 Second Edition | MS-DOS 7.1                                              | Kernel monolitico | x86, ibrido 16/32-bit | No                 | No           | Sì                          | Sì            | Sì           | Windows Update               | Win16, Win32 | DOS,DLL,VxD, WDM(partial), direct-access  | Sì              | 6.1a 9.0c(ott2006)(opzionale)                           |
| Windows Me                | MS-DOS 8.0                                              | Kernel monolitico | x86, ibrido 16/32-bit | No                 | No           | Sì                          | Sì            | Sì           | Windows Update               | Win16, Win32 | DLL,VxD, WDM(partial), direct-access      | Sì              | 7.1 9.0c(ott2006)(optional)                             |

È possibile installare le varianti MS-DOS 7.0 e 7.1 senza l'interfaccia utente grafica di Windows. Se si desidera un'installazione indipendente di entrambi, DOS e Windows, DOS deve essere installato prima di Windows, all'inizio di una piccola partizione. Il sistema deve essere trasferito dal (pericoloso) comando DOS "SYSTEM", mentre gli altri file che costituiscono DOS possono essere semplicemente copiati (i file situati nella directory principale DOS e l'intera directory COMMAND). Una tale installazione stand-alone di MS-DOS 8 non è possibile, in quanto è progettata per funzionare come modalità reale per Windows Me e nient'altro.

### Windows NT
Il kernel di Windows NT alimenta tutti i più recenti sistemi operativi Windows. Funziona con processori IA-32, x64 e Itanium.
| Nome                                | Architettura                                 | Negozio             | Firewall | Supporto SMP                       | Supporto USB                                        | Supporto UDMA | Supporto Long filename       | Gestione dei pacchetti    | Gestione degli aggiornamenti                                      | API                                             | DDI                                 | Modalità sicura | Protezione dello spazio esecutibile | DirectX                          |
| ----------------------------------- | -------------------------------------------- | ------------------- | -------- | ---------------------------------- | --------------------------------------------------- | ------------- | ---------------------------- | ------------------------- | ----------------------------------------------------------------- | ----------------------------------------------- | ----------------------------------- | --------------- | ----------------------------------- | -------------------------------- |
| Windows NT 3.1                      | IA-32, DEC Alpha, MIPS                       | N.D.                | No       | Sì                                 | No                                                  | ?             | Sì (solo volumi NTFS e HPFS) | N.D.                      |                                                                   | Win32, OS/2, POSIX                              | DLL, KMD                            | No              | No                                  | No                               |
| Windows NT 3.5                      | IA-32, DEC Alpha, MIPS                       | N.D.                | No       | Sì                                 | No                                                  | ?             | Sì (eccetto sui volumi CDFS) | N.D.                      |                                                                   | Win32, OS/2, POSIX                              | DLL, KMD                            | No              | No                                  | No                               |
| Windows NT 3.51                     | IA-32, DEC Alpha, MIPS, PowerPC              | N.D.                | No       | Sì                                 | No                                                  | ?             | Sì (eccetto sui volumi CDFS) | N.D.                      |                                                                   | Win32, OS/2, POSIX                              | DLL, KMD                            | No              | No                                  | No                               |
| Windows NT 4.0                      | IA-32, DEC Alpha, MIPS, PowerPC              | N.D.                | No       | Sì                                 | Sì (se l'aggiornamento Ion USB update è installato) | Sì            | Sì                           | N.D.                      | Windows Update (se Internet Explorer 5 o successivi è installato) | Win32, OS/2, POSIX                              | DLL, KMD                            | No              | No                                  | Sì 3.0a, 5.0(non ufficiale)      |
| Windows 2000                        | IA-32                                        | N.D.                | No       | Sì                                 | Sì (USB 2.0 with update or SP4)                     | Sì            | Sì                           | N.D.                      | Windows Update, WSUS                                              | Win32, OS/2, POSIX                              | DLL, KMD, WDM, KMDF                 | Sì              | No                                  | Sì 7.0, 9.0c(feb2010)(opzionale) |
| Windows XP                          | IA-32(NT5.1), Itanium(NT5.1/5.2), x64(NT5.2) | N.D.                | Sì       | Sì (solo l'edizione professionale) | Sì (USB 2.0 con aggiornamento o SP1+)               | Sì            | Sì                           | N.D.                      | Windows Update, WSUS                                              | Win32, .NET                                     | DLL, KMD, WDM, KMDF, UMDFv1         | Sì              | Sì (in SP2)                         | Sì 9.0c                          |
| Windows Server 2003                 | IA-32, Itanium, x64                          | N.D.                | Sì       | Sì                                 | Sì (USB 2.0)                                        | Sì            | Sì                           | N.D.                      | Windows Update, WSUS                                              | Win32                                           | DLL, KMD, WDM, KMDF, UMDFv1         | Sì              | Sì (in SP1)                         | Sì 9.0c                          |
| Windows Fundamentals for Legacy PCs | IA-32                                        | N.D.                | Sì       | No                                 | Sì                                                  | Sì            | Sì                           | N.D.                      | Windows Update, WSUS                                              | Win32                                           | DLL, KMD, WDM, KMDF, UMDFv1         | Sì              | Sì                                  | Sì 9.0c                          |
| Windows Vista                       | IA-32, x64                                   | Windows Marketplace | Sì       | Sì                                 | Sì (USB 2.0)                                        | Sì            | Sì                           | N.D.                      | Windows Update, WSUS                                              | Win32, .NET, POSIX (solo Enterprise e Ultimate) | DLL, KMD, WDM, KMDF, UMDFv1         | Sì              | Sì                                  | Sì 10.1 11.0(opzionale)          |
| Windows Server 2008                 | IA-32, Itanium, x64                          | N.D.                | Sì       | Sì                                 | Sì (USB 2.0)                                        | Sì            | Sì                           | N.D.                      | Windows Update, WSUS                                              | Win32                                           | DLL, KMD, WDM, KMDF, UMDFv1         | Sì              | Sì                                  | Sì 10.1 11.0(opzionale)          |
| Windows Home Server                 | IA-32                                        | N.D.                | ?        | Sì                                 | Sì (USB 2.0)                                        | ?             | Sì                           | N.D.                      | Windows Update                                                    | Win32                                           | DLL, KMD, WDM, KMDF, UMDFv1         | ?               | ?                                   | Sì 9.0c                          |
| Windows 7                           | IA-32, x64                                   | N.D.                | Sì       | Sì                                 | Sì (USB 3.0)                                        | Sì            | Sì                           | N.D.                      | Windows Update, WSUS                                              | Win32, .NET                                     | DLL, KMD, WDM, KMDF, UMDFv1         | Sì              | Sì                                  | Sì 11.0 11.1(opzionale)          |
| Windows Server 2008 R2              | Itanium, x64                                 | N.D.                | Sì       | Sì                                 | Sì (USB 3.0)                                        | Sì            | Sì                           | N.D.                      | Windows Update, WSUS                                              | Win32, .NET                                     | DLL, KMD, WDM, KMDF, UMDFv1         | Sì              | Sì                                  | Sì 11.0 11.1(opzionale)          |
| Windows Home Server 2011            | x64                                          | N.D.                | ?        | Sì                                 | Sì (USB 3.0)                                        | ?             | Sì                           | N.D.                      | Windows Update                                                    | Win32                                           | DLL, KMD, WDM, KMDF, UMDFv1         | ?               | ?                                   | Sì 11.0 11.1(opzionale)          |
| Windows Server 2012                 | x64                                          | Windows Store       | Sì       | Sì                                 | Sì (USB 3.0)                                        | Sì            | Sì                           | Windows Store             | Windows Update, WSUS                                              | Win32, .NET, WinRT                              | DLL, KMD, WDM, KMDF, UMDFv1         | Sì              | Sì                                  | Sì 11.1                          |
| Windows 8                           | IA-32, x64                                   | Windows Store       | Sì       | Sì                                 | Sì (USB 3.0)                                        | Sì            | Sì                           | Windows Store             | Windows Update, WSUS                                              | Win32, .NET, WinRT                              | DLL, KMD, WDM, KMDF, UMDFv1         | Sì              | Sì                                  | Sì 11.1                          |
| Windows 8.1                         | IA-32, x64                                   | Windows Store       | Sì       | Sì                                 | Sì (USB 3.0)                                        | Sì            | Sì                           | Windows Store, PowerShell | Windows Update, WSUS, Windows Store                               | Win32, .NET, WinRT                              | DLL, KMD, WDM, KMDF, UMDFv1, UMDFv2 | Sì              | Sì                                  | Sì 11.2                          |
| Windows Server 2012 R2              | x64                                          | Windows Store       | Sì       | Sì                                 | Sì (USB 3.0)                                        | Sì            | Sì                           | Windows Store             | Windows Update, WSUS, Windows Store                               | Win32, .NET, WinRT                              | DLL, KMD, WDM, KMDF, UMDFv1, UMDFv2 | Sì              | Sì                                  | Sì 11.2                          |
| Windows 10                          | IA-32, x64                                   | Windows Store       | Sì       | Sì                                 | Sì (USB 3.1 e Thunderbolt 3)                        | Sì            | Sì                           | Windows Store, PowerShell | Windows Update, WSUS, Windows Store                               | Win32, .NET, WinRT, Linux                       | DLL, KMD, WDM, KMDF, UMDFv1, UMDFv2 | Sì              | Sì                                  | Sì 12                            |
| Windows Server 2016                 | x64                                          | Windows Store       | Sì       | Sì                                 | Sì (USB 3.1 e Thunderbolt 3)                        | Sì            | Sì                           | Windows Store             | Windows Update, WSUS, Windows Store                               | Win32, .NET, WinRT                              | DLL, KMD, WDM, KMDF, UMDFv1, UMDFv2 | Sì              | Sì                                  | Sì 12                            |

### Windows Phone
| Nome              | Architettura | Firewall integrato | Supporto SMP | Supporto USB | Supporto UDMA | Gestione dei pacchetti | API               |
| ----------------- | ------------ | ------------------ | ------------ | ------------ | ------------- | ---------------------- | ----------------- |
| Windows Phone 8   | ARMv7        | Sì                 | Sì           | Sì (USB 2.0) | Sì            | Windows Phone Store    | Silverlight       |
| Windows Phone 8.1 | ARMv7        | Sì                 | Sì           | Sì           | Sì            | Windows Phone Store    | Silverlight WinRT |
| Windows 10 Mobile | ARMv7        | Sì                 | Sì           | Sì           | Sì            | Microsoft Store        | Silverlight WinRT |

## File system supportati
Varie versioni di Windows supportano vari file system, tra cui: FAT12, FAT16, FAT32, HPFS o NTFS, insieme ai file system di rete condivisi da altri computer e ai file system ISO 9660 e UDF utilizzati per CD, DVD e altri dischi ottici come il Blu-ray. Ogni file system è solitamente limitato all'applicazione su determinati supporti, ad esempio i CD devono utilizzare ISO 9660 o UDF e, a partire da Windows Vista, NTFS è l'unico file system su cui è possibile installare il sistema operativo. Windows Embedded CE 6.0, Windows Vista Service Pack 1 e Windows Server 2008 supportano exFAT, un file system più adatto alle unità flash USB.

### Windows 9x
|            | FAT12 | FAT16 | FAT32                 | HPFS          | ISO 9660 | NTFS          | UDF                        |
| ---------- | ----- | ----- | --------------------- | ------------- | -------- | ------------- | -------------------------- |
| Windows 95 | Sì    | Sì    | Sì (OSR2 o superiore) | Network Drive | Sì       | Network Drive | No                         |
| Windows 98 | Sì    | Sì    | Sì                    | Network Drive | Sì       | Network Drive | Sì (1.5, modalità lettura) |
| Windows Me | Sì    | Sì    | Sì                    | Network Drive | Sì       | Network Drive | Sì (1.5, modalità lettura) |

### Windows NT
|                           | FAT12 | FAT16 | FAT32 | HPFS  | ISO 9660 | NTFS         | exFAT     | UDF       | ReFS |
| ------------------------- | ----- | ----- | ----- | ----- | -------- | ------------ | --------- | --------- | ---- |
| Windows NT 3.1, 3.5, 3.51 | Sì    | Sì    | No    | Sì    | Sì       | Sì v1.0/v1.1 | No        | ?         | No   |
| Windows NT 4.0            | Sì    | Sì    | No    | Forse | Sì       | Sì v1.2      | No        | ?         | No   |
| Windows 2000              | Sì    | Sì    | Sì    | No    | Sì       | Sì v3.0      | No        | Sì        | No   |
| Windows XP                | Sì    | Sì    | Sì    | No    | Sì       | Sì v3.1      | Opzionale | Sì (2.01) | No   |
| Windows Server 2003       | Sì    | Sì    | Sì    | No    | Sì       | Sì v3.1      | Opzionale | Sì        | No   |
| Windows Vista             | Sì    | Sì    | Sì    | No    | Sì       | Sì v5        | Sì        | Sì (2.6)  | No   |
| Windows Server 2008       | Sì    | Sì    | Sì    | No    | Sì       | Sì v5        | Sì        | Sì        | No   |
| Windows 7                 | Sì    | Sì    | Sì    | No    | Sì       | Sì v5        | Sì        | Sì (2.6)  | Sì   |
| Windows Server 2008 R2    | Sì    | Sì    | Sì    | No    | Sì       | Sì v5        | Sì        | Sì (2.6)  | Sì   |
| Windows Server 2012       | Sì    | Sì    | Sì    | No    | Sì       | Sì v5        | Sì        | Sì (2.6)  | Sì   |
| Windows 8                 | Sì    | Sì    | Sì    | No    | Sì       | Sì v5        | Sì        | Sì (2.6)  | No   |
| Windows 8.1               | Sì    | Sì    | Sì    | No    | Sì       | Sì v5        | Sì        | Sì (2.6)  | Sì   |
| Windows Server 2012 R2    | Sì    | Sì    | Sì    | No    | Sì       | Sì v5        | Sì        | Sì (2.6)  | Sì   |
| Windows 10                | Sì    | Sì    | Sì    | No    | Sì       | Sì v5        | Sì        | Sì (2.6)  | Sì   |
| Windows Server 2016       | Sì    | Sì    | Sì    | No    | Sì       | Sì v5        | Sì        | Sì (2.6)  | Sì   |

### Windows Phone
|                   | FAT12 | FAT16 | FAT32 | HPFS | ISO 9660 | NTFS  | UDF (più informazioni) | ReFS |
| ----------------- | ----- | ----- | ----- | ---- | -------- | ----- | ---------------------- | ---- |
| Windows Phone 8   | ?     | Sì    | Sì    | No   | ?        | Sì v5 | ?                      | No   |
| Windows Phone 8.1 | ?     | Sì    | Sì    | No   | ?        | Sì v5 | ?                      | No   |
| Windows 10 Mobile | ?     | Sì    | Sì    | No   | ?        | Sì v5 | ?                      | ?    |

## Requisiti hardware
L'installazione di Windows richiede un'unità ottica interna o esterna. Una tastiera e sono i dispositivi di input consigliati, anche se alcune versioni supportano un touchscreen. Per i sistemi operativi precedenti a Vista, l'unità deve essere in grado di leggere i supporti CD, mentre in Windows Vista in poi, l'unità deve essere compatibile con i DVD. L'unità potrebbe essere scollegata dopo l'installazione di Windows.

### Windows 9x
|                                 | CPU             | RAM   | Spazio libero necessario |
| ------------------------------- | --------------- | ----- | ------------------------ |
| Windows 95                      | 386             | 4 MB  | 120 MB                   |
| Windows 98                      | 486 DX2 66 MHz  | 16 MB | 300 MB                   |
| Windows Me (Millennium Edition) | Pentium 150 MHz | 32 MB | 400 MB                   |

### Windows NT
| Versione                            | CPU                          | RAM                                               | RAM               | Spazio libero necessario                    | Adattatore grafico                                                                                      |
| Versione                            | CPU                          | Minimo                                            | Consigliato       | Spazio libero necessario                    | Adattatore grafico                                                                                      |
| ----------------------------------- | ---------------------------- | ------------------------------------------------- | ----------------- | ------------------------------------------- | --- |
| Windows NT 3.51 Workstation         | 386, 25 MHz                  | 8 MB                                              | 16 MB             | 90 MB                                       | VGA (640x480)                                                                                           |
| Windows NT 4.0 Workstation          | 486, 33 MHz                  | 12 MB                                             | ?                 | 110 MB                                      | VGA (640x480)                                                                                           |
| Windows 2000 Professional           | 133 MHz                      | 32 MB                                             | 128 MB            | 650 MB                                      | VGA (640x480)                                                                                           |
| Windows XP                          | 233 MHz                      | 64 MB                                             | 128 MB            | 1.5 GB                                      | Super VGA (800x600)                                                                                     |
| Windows Fundamentals for Legacy PCs | 233 MHz                      | 64 MB                                             | 128 MB            | 500 MB                                      | Super VGA (800x600)                                                                                     |
| Windows XP 64-Bit Edition           | 700 MHz Itanium              | 1 GB                                              | ?                 | 6 GB                                        | Super VGA (800x600)                                                                                     |
| Windows Server 2003                 | 1 GHz (x86) o 1.4 GHz (x64)  | 128 MB                                            | 256 MB            | 2 GB (x86) 4 GB (x64)                       | Super VGA (800x600)                                                                                     |
| Windows Vista                       | 800 MHz                      | 384 MB (Starter) 512 MB (altri)                   | 2 GB              | 15 GB (~6.5 GB for OS)                      | Super VGA (800x600) WDDM & DirectX 9 per Aero                                                           |
| Windows Server 2008                 | 1 GHz (x86) or 1.4 GHz (x64) | 384 MB (Starter) 512 MB (altri)                   | 2 GB              | 10 GB                                       | Super VGA (800x600) WDDM & DirectX 9 per Aero                                                           |
| Windows 7                           | 1 GHz                        | 1 GB (x86) 2 GB (x64)                             | 4 GB              | 16 GB (x86) 20 GB (x64) (~6,5 GB per il SO) | Super VGA (800x600) WDDM & DirectX 9 per Aero                                                           |
| Windows Server 2012                 | 1.4 GHz (x86-64)             | 512 MB                                            | 1 GB              | 10 GB                                       | Super VGA (800x600), colori 32-bit                                                                      |
| Windows 8                           | 1 GHz                        | 1 GB (x86) 2 GB (x64)                             | 4 GB              | 16 GB (x86) 20 GB (x64) (~6,5 GB for OS)    | Super VGA (800x600), colori a 32-bit 1024 x 768 per le app del Windows Store 1366 x 768 per le app snap |
| Windows 10                          | 1 GHz o maggiore oppure SoC  | 1 GB (x86) 2 GB (x64)                             | 4 GB              | 16 GB (x86) 20 GB (x64)                     | Super VGA (800x600), colori a 32 bit                                                                    |
| Windows Server 2016                 | Processore 1.4 GHz 64-bit    | 512 MB ECC 2 GB con Desktop Experience installata | dipende dal ruolo | 32 GB                                       | Super VGA (1024 x768)                                                                                   |

### Windows Phone
| Versione          | CPU     | RAM    | RAM         | Spazio libero necessario | Scheda grafica   |
| Versione          | CPU     | Minimo | Consigliato | Spazio libero necessario | Scheda grafica   |
| ----------------- | ------- | ------ | ----------- | ------------------------ | ---------------- |
| Windows Phone 7   | 0,8 GHz | 256 MB | N.D.        | 4 GB                     | WVGA (800 × 480) |
| Windows Phone 8   | 1 GHz   | 512 MB | N.D.        | 8 GB                     | WVGA (800 × 480) |
| Windows Phone 8.1 | 1 GHz   | 512 MB | N.D.        | 4 GB                     | WVGA (800 × 480) |
| Windows 10 Mobile | 1 GHz   | 1 GB   | 1 GB        | 8 GB                     | WVGA (800 × 480) |

## Limiti della memoria fisica
I limiti massimi della memoria fisica (RAM) che Windows può indirizzare variano a seconda della versione di Windows e tra le versioni di IA-32 e x64.

### Windows 9x
- Windows 95: 480 MB[11]
- Windows 98: 1 GB
- Windows Me: 1,5 GB

### Windows NT
| Sistema operativo                                      | Limite su IA-32 | Limite su x64 |
| ------------------------------------------------------ | --------------- | ------------- |
| Windows NT 4.0                                         | 4 GB            | N.D.          |
| Windows 2000 Professional/Server                       | 4 GB            | N.D.          |
| Windows 2000 Advanced Server                           | 8 GB            | N.D.          |
| Windows 2000 Datacenter                                | 32 GB           | N.D.          |
| Windows XP Starter                                     | 512 MB          | N.D.          |
| Windows XP Home                                        | 4 GB            | N.D.          |
| Windows XP Professional                                | 4 GB            | 128 GB        |
| Windows Server 2003 RTM Web                            | 2 GB            | N.D.          |
| Windows Server 2003 RTM Standard/Small Business        | 4 GB            | N.D.          |
| Windows Server 2003 RTM Enterprise/Datacenter          | 64 GB           | N.D.          |
| Windows Server 2003 R2/SP1 Standard                    | 4 GB            | 32 GB         |
| Windows Server 2003 R2/SP1 Enterprise/Datacenter       | 64 GB           | 1 TB          |
| Windows Vista Starter                                  | 1 GB            | N.D.          |
| Windows Vista Home Basic                               | 4 GB            | 8 GB          |
| Windows Vista Home Premium                             | 4 GB            | 16 GB         |
| Windows Vista Business/Enterprise/Ultimate             | 4 GB            | 128 GB        |
| Windows Home Server                                    | 4 GB            | N.D.          |
| Windows Server 2008 Web Server/Standard/Small Business | 4 GB            | 32 GB         |
| Windows HPC Server 2008                                | N.D.            | 128 GB        |
| Windows Server 2008 Enterprise/Datacenter              | 64 GB           | 1 TB          |
| Windows 7 Starter                                      | 2 GB            | N.D.          |
| Windows 7 Home Basic                                   | 4 GB            | 8 GB          |
| Windows 7 Home Premium                                 | 4 GB            | 16 GB         |
| Windows 7 Professional/Enterprise/Ultimate             | 4 GB            | 192 GB        |
| Windows Server 2008 R2 Foundation                      | N.D.            | 8 GB          |
| Windows Server 2008 R2 Web Server/Standard             | N.D.            | 32 GB         |
| Windows HPC Server 2008 R2                             | N.D.            | 128 GB        |
| Windows Server 2008 R2 Enterprise/Datacenter           | N.D.            | 2 TB          |
| Windows 8                                              | 4 GB            | 128 GB        |
| Windows 8 Pro/Enterprise                               | 4 GB            | 512 GB        |
| Windows Server 2012 Foundation                         | N.D.            | 32 GB         |
| Windows Server 2012 Essentials                         | N.D.            | 64 GB         |
| Windows Server 2012 Standard/Datacenter                | N.D.            | 4 TB          |
| Windows Storage Server 2012 Standard                   | N.D.            | 4 TB          |
| Windows Storage Server 2012 Workgroup                  | N.D.            | 32 GB         |
| Hyper-V Server 2012                                    | N.D.            | 4 TB          |
| Windows 10 Mobile                                      | 4 GB            | N.D.          |
| Windows 10 Home                                        | 4 GB            | 128 GB        |
| Windows 10 Pro                                         | 4 GB            | 2 TB          |
| Windows 10 Education                                   | 4 GB            | 2 TB          |
| Windows 10 Enterprise                                  | 4 GB            | 2 TB          |
| Windows Server 2016 Standard                           | N.D.            | 24 TB         |
| Windows Server 2016 Datacenter                         | N.D.            | 24 TB         |

## Funzioni di sicurezza
|                        | Controllo di accesso alle risorse | Meccanismi di isolamento del sottosistema | Firewall integrato                                 | File system criptati | Windows Defender | Windows Hello |
| ---------------------- | --------------------------------- | ----------------------------------------- | -------------------------------------------------- | -------------------- | ---------------- | ------------- |
| Windows 2000           | ACL                               |                                           | Filtro TCP/IP, IPSec                               | Sì (solo NTFS)       | No               | No            |
| Windows XP             | ACLs                              | Win32 WindowStation, Desktop, Job objects | Windows Firewall (dalla SP2), Filtro TCP/IP, IPSec | Sì (solo NTFS)       | Opzionale        | No            |
| Windows Server 2003    | ACLs, Privilegi, RBAC             | Win32 WindowStation, Desktop, Job objects | Windows Firewall, Filtro TCP/IP, IPSec             | Sì                   | Opzionale        | No            |
| Windows Vista          | ACLs, Privileges, RBAC            | Win32 WindowStation, Desktop, Job objects | Windows Firewall, Filtro TCP/IP, IPSec             | Sì                   | Sì               | No            |
| Windows Server 2008    | ACLs, Privileges, RBAC            | Win32 WindowStation, Desktop, Job objects | Windows Firewall, Filtro TCP/IP, IPSec             | Sì                   | Sì               | No            |
| Windows 7              | ACLs, Privileges, RBAC            | Win32 WindowStation, Desktop, Job objects | Windows Firewall, Filtro TCP/IP, IPSec             | Sì                   | Sì               | No            |
| Windows Server 2012    | ACLs, Privileges, RBAC            | Win32 WindowStation, Desktop, Job objects | Windows Firewall, Filtro TCP/IP, IPSec             | Sì                   | Sì               | No            |
| Windows 8              | ACLs, Privileges, RBAC            | Win32 WindowStation, Desktop, Job objects | Windows Firewall, Filtro TCP/IP, IPSec             | Sì                   | Sì               | No            |
| Windows Server 2012 R2 | ACLs, Privileges, RBAC            | Win32 WindowStation, Desktop, Job objects | Windows Firewall, Filtro TCP/IP, IPSec             | Sì                   | Sì               | No            |
| Windows 8.1            | ACLs, Privileges, RBAC            | Win32 WindowStation, Desktop, Job objects | Windows Firewall, Filtro TCP/IP, IPSec             | Sì                   | Sì               | No            |
| Windows 10             | ACLs, Privileges, RBAC            | Win32 WindowStation, Desktop, Job objects | Windows Firewall, Filtro TCP/IP, IPSec             | Sì                   | Sì               | Sì            |
| Windows Server 2016    | ACLs, Privileges, RBAC            | Win32 WindowStation, Desktop, Job objects | Windows Firewall, Filtro TCP/IP, IPSec             | Sì                   | Sì               | Sì            |

## Funzioni
| Versione               | Shell                              | Stili visivi                                               | Browser | Server web | Windows Media Player                                       | Interprete a riga di comandi                 |
| ---------------------- | ---------------------------------- | ---------------------------------------------------------- | --- | ---------- | ---------------------------------------------------------- | -------------------------------------------- |
| Windows 1.0            | MS-DOS                             | (Senza nome)                                               | N.D. | N.D.       | N.D.                                                       | N.D.                                         |
| Windows 2.0            | MS-DOS                             | (Senza nome)                                               | N.D. | N.D.       | N.D.                                                       | N.D.                                         |
| Windows 3.0            | Program Manager                    | (Senza nome)                                               | N.D. | N.D.       | 3.0 (solo nell'edizione Estensione multimediale)           | N.D.                                         |
| Windows 3.1x           | Program Manager                    | (Senza nome)                                               | N.D. | N.D.       | 3.1                                                        | N.D.                                         |
| Windows 95             | Windows shell                      | Classic                                                    | Internet Explorer 1 nella OEM RTM Internet Explorer 2 nella OSR1 Internet Explorer 3 nella OSR2 e OSR2.1 Internet Explorer 4 nella OSR2.5 | N.D.       | 4.0                                                        | COMMAND.COM                                  |
| Windows NT 4.0         | Windows shell                      | Classic                                                    | Internet Explorer 2 Internet Explorer 3 (in alcune edizioni localizzate)                                                                  | PWS        | 4.0                                                        | COMMAND.COM, CMD.EXE                         |
| Windows 98             | Windows shell                      | Classic                                                    | Internet Explorer 4.01 | PWS        | 4.0                                                        | COMMAND.COM                                  |
| Windows 98 SE          | Windows shell                      | Classic                                                    | Internet Explorer 5 | PWS        | 4.0                                                        | COMMAND.COM                                  |
| Windows 2000           | Windows shell                      | Classic                                                    | Internet Explorer 5.01 | IIS 5.0    | 5.0 e 6.4 (lato per lato)                                  | COMMAND.COM, CMD.EXE                         |
| Windows Me             | Windows shell                      | Classic                                                    | Internet Explorer 5.5 | N.D.       | 6.4 e 7.0 (lato per lato)                                  | COMMAND.COM                                  |
| Windows XP             | Windows shell                      | Luna (predefinito), Classic                                | Internet Explorer 6 | IIS 5.1    | 5.1, 6.4 e 8 (nella RTM) 5.1, 6.4 and 9 (nella SP2)        | COMMAND.COM, CMD.EXE, PowerShell (opzionale) |
| Windows Server 2003    | Windows shell                      | Classic(predefinito), Luna                                 | 6.0 | IIS 6.0    | 9 (in RTM), 10 (in SP1)                                    | COMMAND.COM, CMD.EXE, PowerShell (optional)  |
| Windows Vista          | Windows shell                      | Aero (predefinito), Classic                                | Internet Explorer 7 | IIS 7      | 11                                                         | COMMAND.COM, CMD.EXE, PowerShell (optional)  |
| Windows Server 2008    | Windows shell, Server Core         | Classic (predefinito), Aero (tramite "Desktop Experience") | Internet Explorer 7 | IIS 7      | 11 (abilitato con l'installazione di "Desktop Experience") | COMMAND.COM, CMD.EXE, PowerShell (opzionale) |
| Windows 7              | Windows shell                      | Aero (predefinito), Classic                                | Internet Explorer 8 | IIS 7.5    | 12                                                         | COMMAND.COM, CMD.EXE, PowerShell v2.0        |
| Windows Server 2008 R2 | Windows shell, Server Core         | Classic (predefinito), Aero (tramite "Desktop Experience") | Internet Explorer 8 | IIS 7.5    | 12 (tramite "Desktop Experience")                          | CMD.EXE, PowerShell v2.0                     |
| Windows Server 2012    | Windows shell, Server Core         | Metro                                                      | Internet Explorer 10 | IIS 8      | 12 (via "Desktop Experience")                              | CMD.EXE, PowerShell v3.0                     |
| Windows 8              | Windows shell                      | Metro                                                      | Internet Explorer 10 | IIS 8      | 12                                                         | COMMAND.COM, CMD.EXE, PowerShell v3.0        |
| Windows Server 2012 R2 | Windows shell, Windows server core | Metro                                                      | Internet Explorer 11 | IIS 8.5    | 12 (tramite "Desktop Experience")                          | CMD.EXE, PowerShell v4.0                     |
| Windows 8.1            | Windows shell                      | Metro                                                      | Internet Explorer 11 | IIS 8.5    | 12                                                         | COMMAND.COM, CMD.EXE, PowerShell v4.0        |
| Windows 10             | Windows shell                      | Metro                                                      | Internet Explorer 11 Microsoft Edge 12-13                                                                                                 | IIS 10.0   | 12                                                         | COMMAND.COM, CMD.EXE, PowerShell v5.0        |
| Windows Server 2016    | Windows shell, Windows server core | Metro                                                      | Internet Explorer 11 Microsoft Edge 13 | IIS 10.0   | 12 (tramite "Desktop Experience")                          | CMD.EXE, PowerShell v5.0                     |
| Windows Server 2019    | Windows shell, Windows server core | Metro                                                      | Internet Explorer 11 Microsoft Edge 13 | IIS 10.0   | 12 (tramite "Desktop Experience")                          | CMD.EXE, PowerShell v5.0                     |

## Vedi altro

### Altre liste
- Versioni di Microsoft Windows
- Lista di sistemi operativi
- Storia di Microsoft Windows
- Nomi in codice Microsoft

### Cloni e emulatori di Windows
- Freedows OS – Clone di Windows
- ReactOS – progetto per sviluppare un sistema operativo compatibile con il software applicativo e driver di periferica per Microsoft Windows NT versione 5.x.
- Wine – livello di compatibilità che consente di eseguire programmi originariamente scritti per Microsoft Windows